# Auricularia polytricha (svamp)
Auricularia polytricha är en svampart som först beskrevs av Jean François Montagne, och fick sitt nu gällande namn av Pier Andrea Saccardo 1885. Auricularia polytricha (svamp) ingår i släktet Auricularia och familjen Auriculariaceae.   Inga underarter finns listade i Catalogue of Life.

## Källor

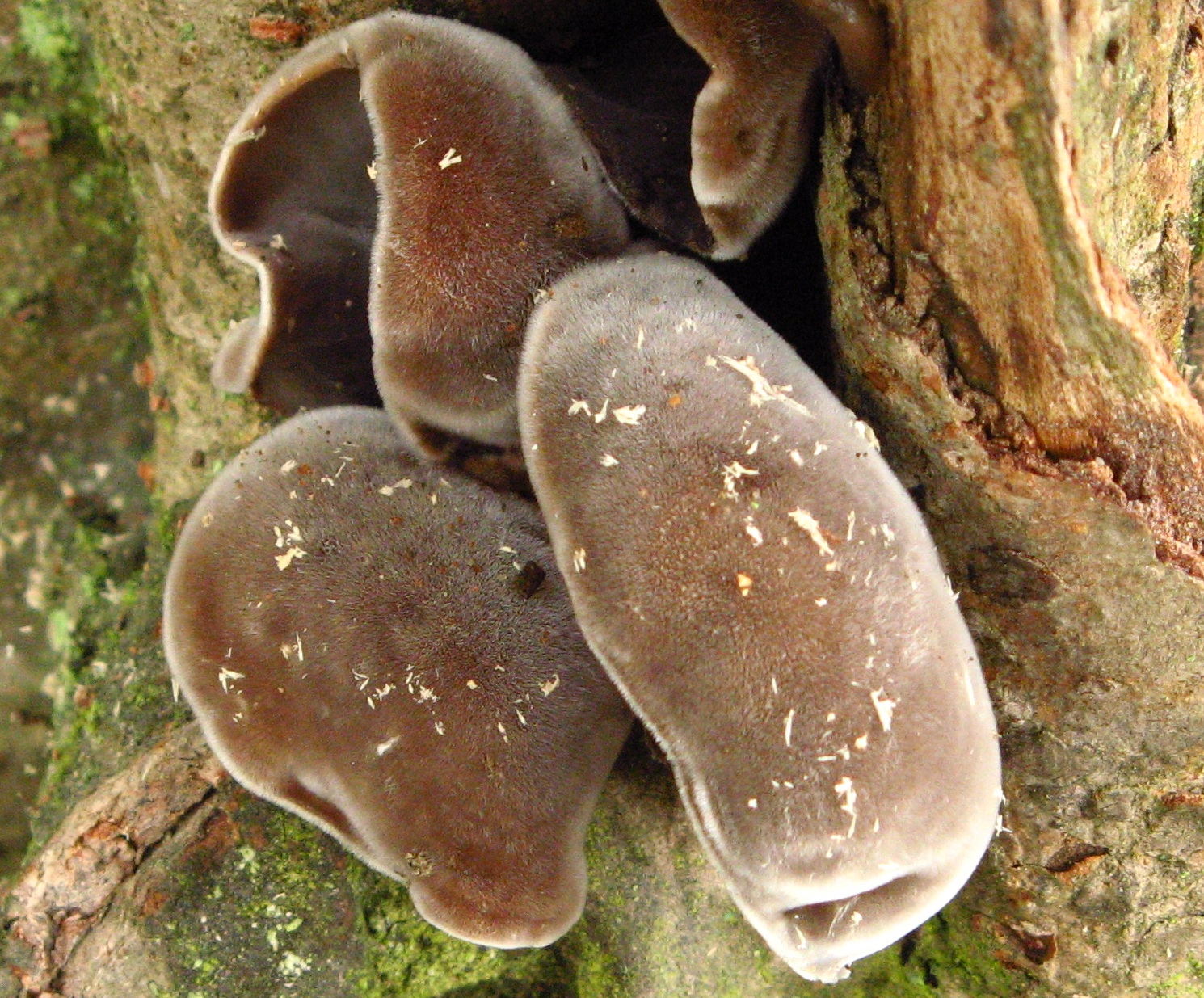
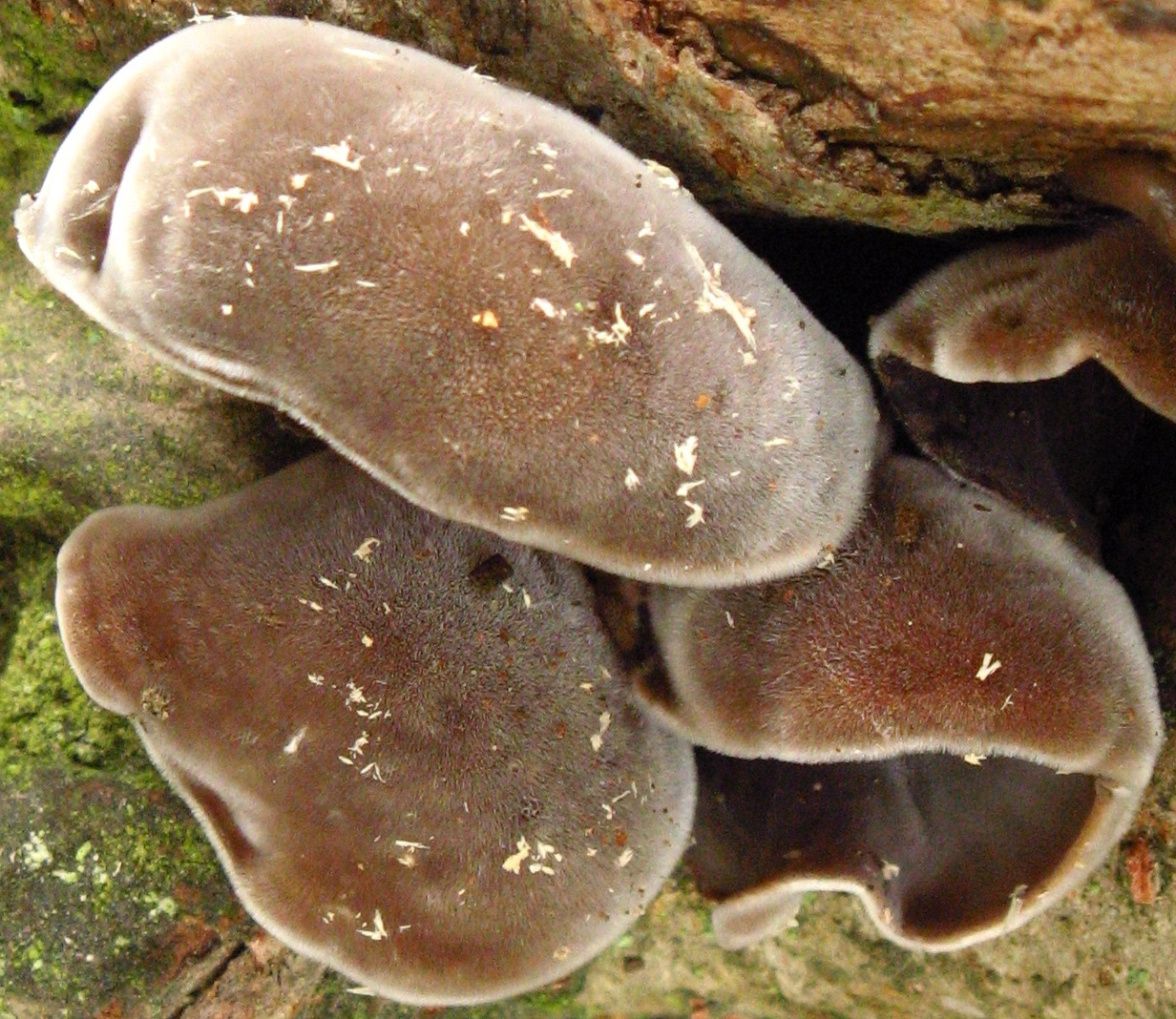
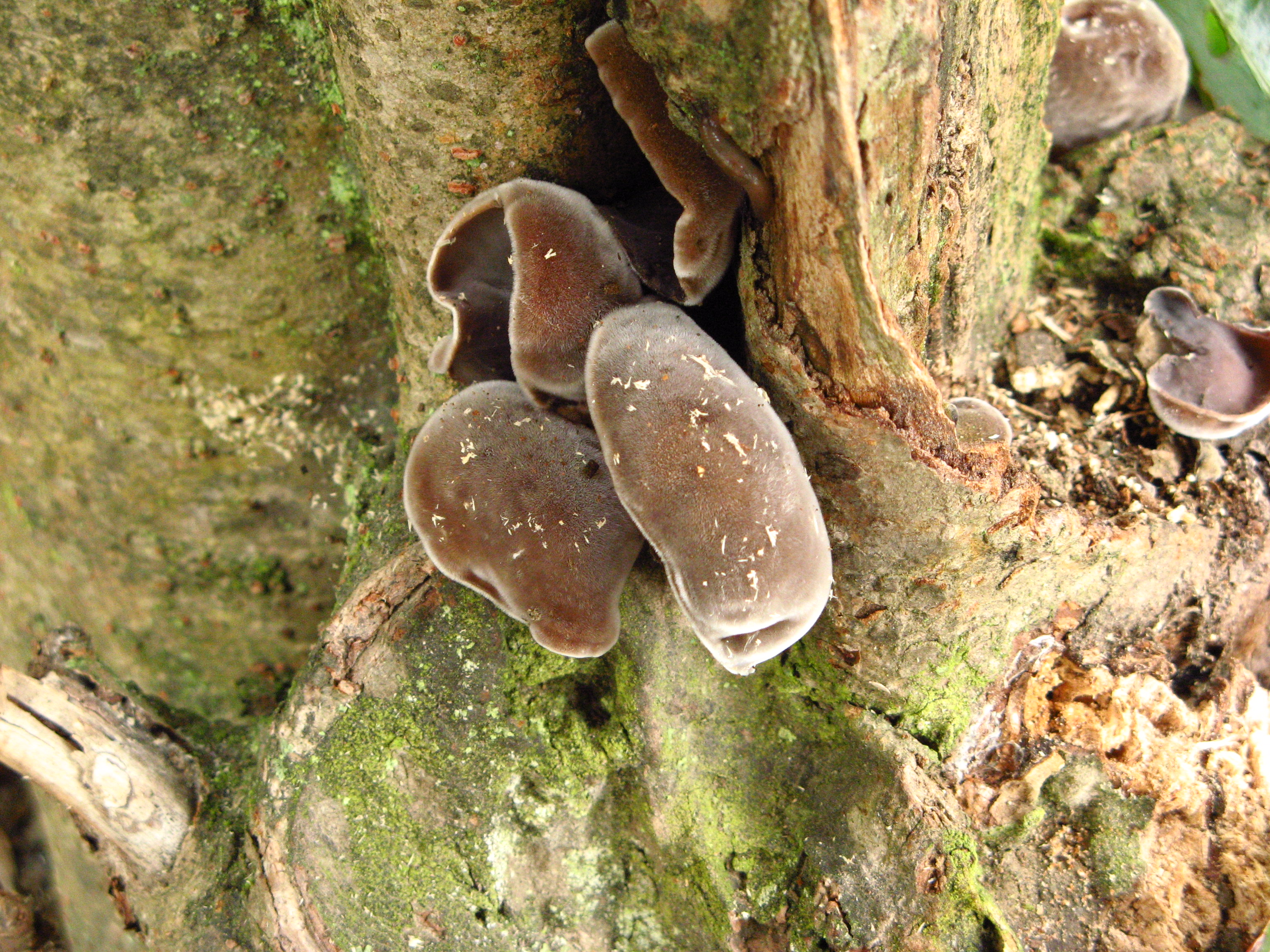
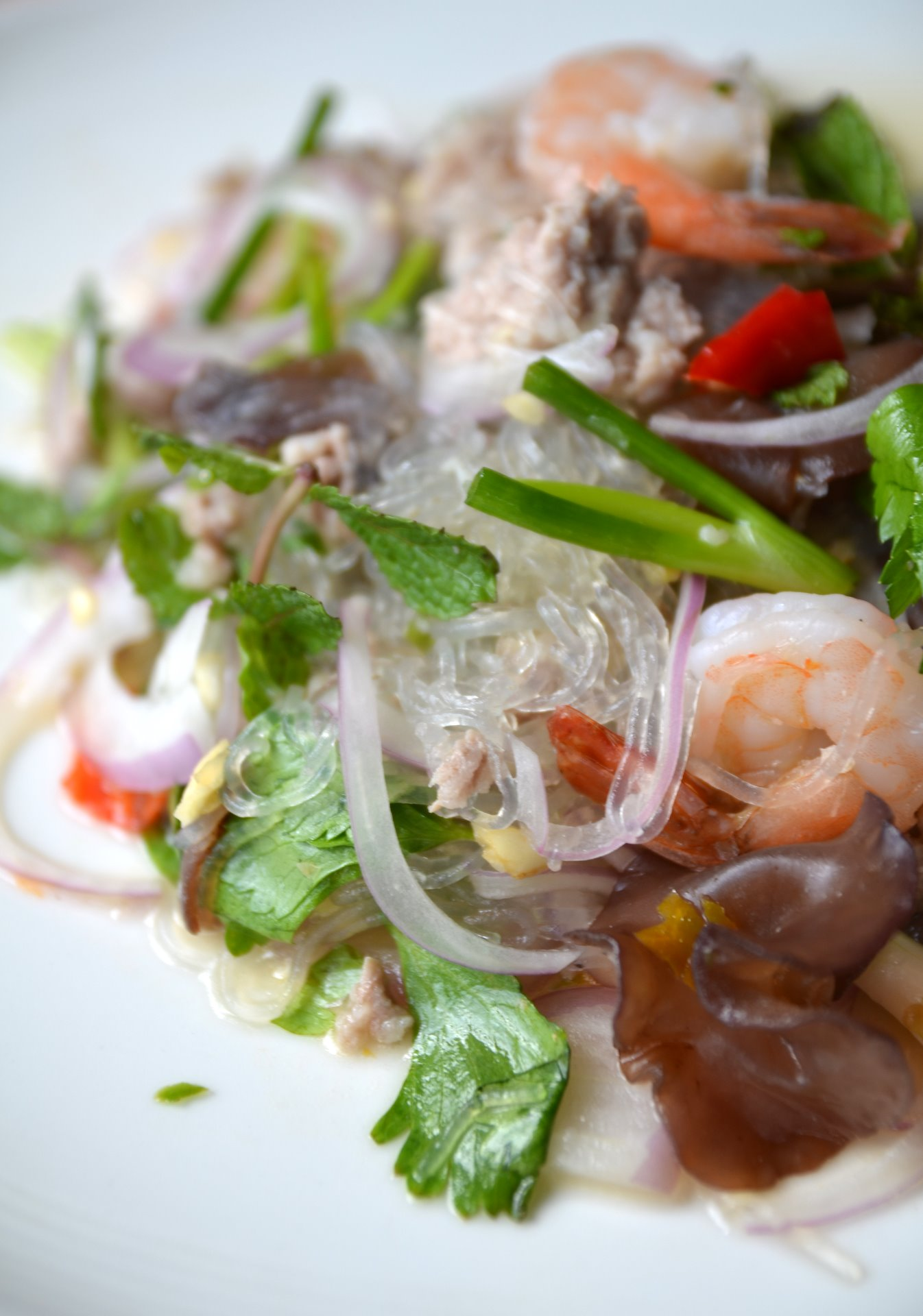